# If Only
If Only is een Amerikaanse romantische tragikomedie met fantasy-elementen uit 2004. De film stond onder regie van Gil Junger.

## Verhaal
Samantha Andrews (Jennifer Love Hewitt) is een studente die naar Engeland is afgereisd om te studeren aan de muziekschool in Londen. Daar woont ze samen met haar vriend Ian Wyndham (Paul Nicholls), een hardwerkende zakenman die meer oog heeft voor zijn eigen leven dan voor zijn relatie met Samantha.
Op een avond krijgt Samantha in een restaurant ruzie met Ian en ze vertrekt alleen in een taxi naar huis. De taxi wordt aangereden. Samantha is zwaargewond en overlijdt in het ziekenhuis. De volgende ochtend wordt Ian wakker in bed met naast hem een springlevende Samantha. Hij krijgt daarmee de kans om zijn relatie met haar alsnog te redden. Steeds komen er gebeurtenissen terug die plaatsvonden vlak voor de dood van Samantha. Ian komt erachter dat Samantha stiekem een liedje (Love Will Show You Everything) aan het schrijven is, opgedragen aan Ian. Ian steelt het velletje papier met de tekst en kopieert het voor haar collega's van de muziekschool. Als tijdens haar afstudeerconcert de volgende bladzijden worden omgeslagen ziet Samantha tot haar verbazing dat het haar liedje is. Na enig tegenstribbelen, overtuigt Ian haar om het nummer te zingen. Haar optreden eindigt met een staande ovatie. Na gezellig gegeten te hebben in een restaurant gaan ze samen met de taxi naar huis.
Ian weet dat hij door hogere machten voor de keus is gesteld. Hij blijft leven of... Vlak voor het instappen verklaart Ian openlijk zijn liefde aan Samantha. Weer krijgt de taxi een aanrijding. Als de beste vriendin van het koppel in het ziekenhuis arriveert, ligt niet Ian in het ziekbed, maar Samantha. Ian heeft het ongeluk niet overleefd. Ze beseft dat Ian haar alles wilde vertellen over de droom en haar alles van het leven en de liefde wilde laten zien. Samantha gaat terug naar de plaats waar Ian is opgroeide om na te denken. Ze gaat verder met liedjes schrijven en begint aan een zangcarrière. Haar liedjes zijn geschreven voor Ian.

## Rolverdeling
- Jennifer Love Hewitt als Samantha Andrews
- Paul Nicholls als Ian Wyndham
- Lucy Davenport als Lottie
- Diana Hardcastle als Claire
- Tom Wilkinson als Taxi bestuurder
- Robert Ziegler als Conducteur